# Polybolos

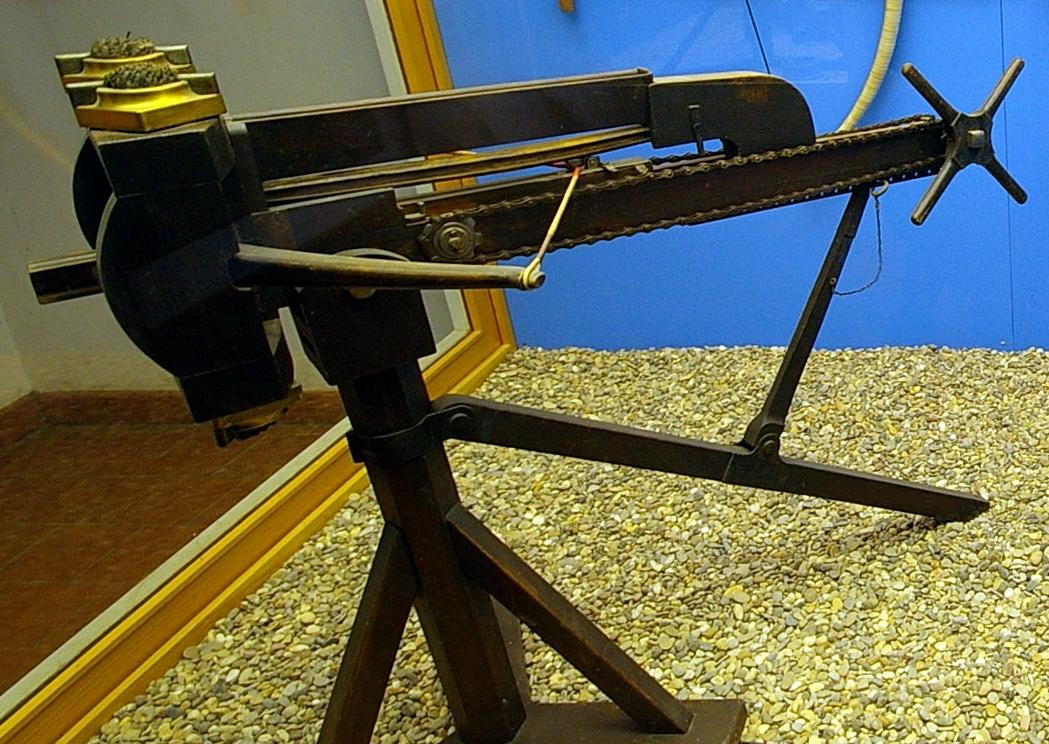
Polybolos dans un musée.

Un polybolos (« multi-projectiles » en grec) est une variante de la baliste. Il s'agissait d'une catapulte à ressort droit à répétition automatique qui avait la possibilité de lancer des flèches successivement et constituait la principale réalisation de l'ingénierie de la catapulte grecque antique,.